# دهان‌قورباغه‌ای پاپوایی
دهان قورباغه‌ای پاپوایی (نام علمی: Podargus papuensis) نام یک گونه از سرده دهان قورباغه‌ای‌های استرالزی است. این گونه توسط ژان رنه کنستان کوا در سال ۱۸۳۰ میلادی توصیف علمی گردید. زیستگاه دهان قورباغه‌ای‌های پاپوایی جنگل‌های منطقه گرمسیری و مناطق نیمه‌گرمسیری در اندونزی، پاپوآ گینه نو، استرالیا و تنگه تورس می‌باشد.

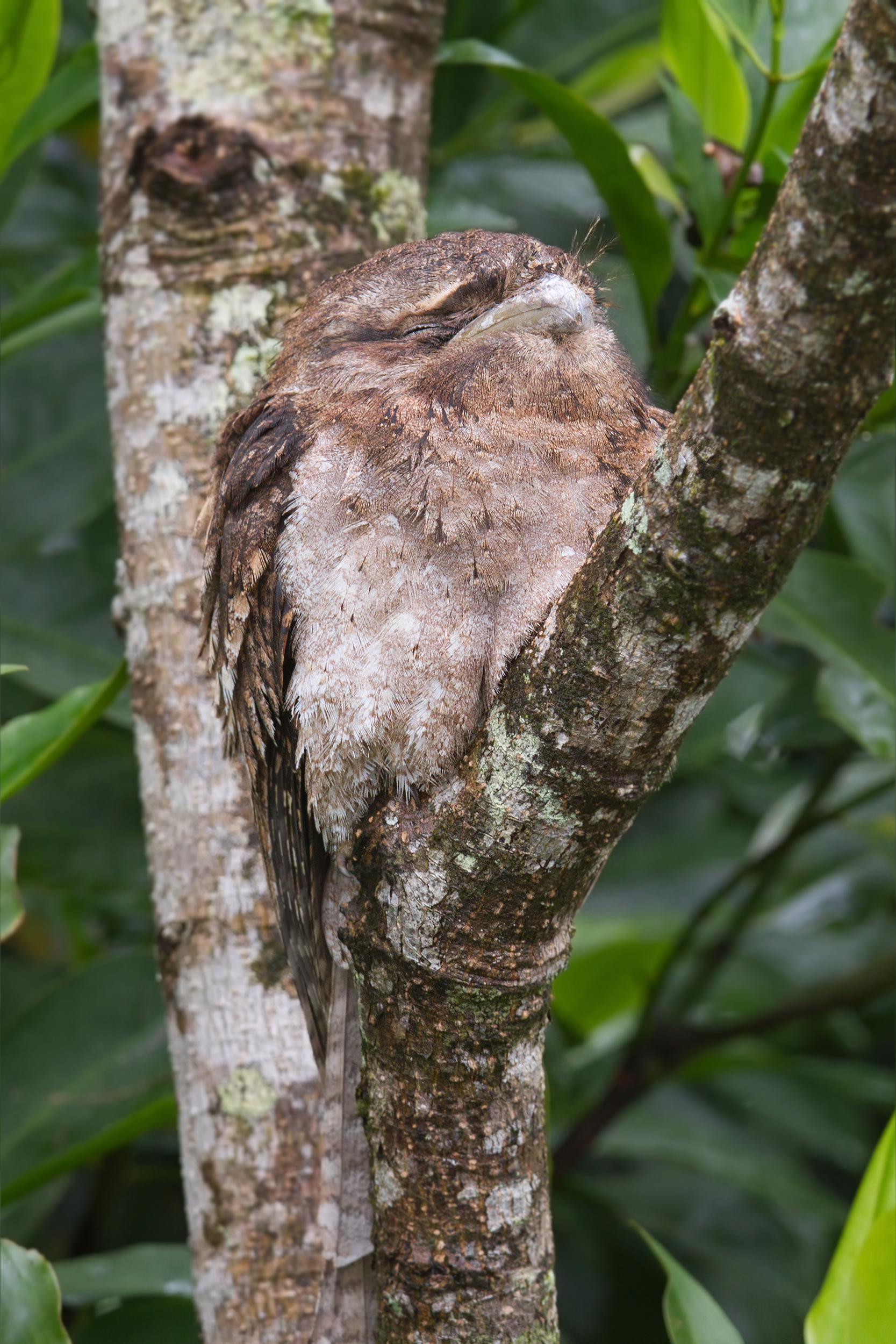
جنس نر در حالت استتار

## زیرگونه‌ها
- P. p. papuensis
- P. p. baileyi
- P. p. rogersi